# قرار مجلس الأمن التابع للأمم المتحدة رقم 1133
قرار مجلس الأمن التابع للأمم المتحدة رقم 1133، المتخذ بالإجماع في 20 أكتوبر / تشرين الأول 1997، بعد إعادة التأكيد على جميع القرارات السابقة بشأن الصحراء الغربية، مع الإشارة إلى القرار 1131 (1997)، مدد المجلس ولاية بعثة الأمم المتحدة للاستفتاء في الصحراء الغربية حتى 20 أبريل 1998.
تم التوقيع على اتفاقيات جديدة بشأن تنفيذ خطة الأمم المتحدة للتسوية في الصحراء الغربية. وأكد المجلس من جديد عزمه على إجراء استفتاء حر ونزيه لتقرير مصير شعب الصحراء الغربية. كما أعرب عن ارتياحه لتعاون المغرب وجبهة البوليساريو مع جيمس بيكر، المبعوث الشخصي للأمين العام.
وفي هذا الصدد، طُلب من كلا الطرفين مواصلة مشاركتهما مع الأمم المتحدة من خلال التنفيذ الكامل لخطة التسوية. تم تمديد ولاية بعثة الأمم المتحدة حتى تتمكن من الاستمرار في مهام تحديد هوية الناخبين وتوسيعها لتشمل ما يصل إلى تسعة مراكز و 298 موظفًا إضافيًا. وكان من المتوقع أن تكتمل العملية بحلول 31 أيار / مايو 1998. وأخيراً، طُلب من الأمين العام كوفي عنان أن يقدم تقريراً شاملاً بحلول 15 تشرين الثاني / نوفمبر 1997 مع خطة مفصلة وجدول زمني وآثار مالية للاستفتاء، ثم كل 60 يوماً لتقديم تقرير عن تنفيذ خطة التسوية.

## روابط خارجية
- نص القرار في undocs.org